# Şabran
Pour le raion, voir Şabran (raion).
Pour les articles homonymes, voir Sabran.
Şabran (connu aussi sous le nom de Shabran, Dəvəçi, Dävächi, Divichi, Däväçi, Devechi, Divachi, et Divichibazar) est une ville d'Azerbaïdjan. Elle aurait en 2010 près de 23 000 habitants.